# トム・アンド・ジェリー
トム・アンド・ジェリーとは、温かいタイプのロングドリンクに分類される、ラムベース、または、ブランデーベースのカクテルである。古くから存在するカクテルであることもあり、レシピは何通りも存在する。

## 歴史
トム・アンド・ジェリーに近い飲み物が、かなり古くから存在していたことは確実だが、具体的にいつ作られたかというのははっきりとしない。しかし元々はロンドンで、グロッグを温かく、そして豪華に作ったのが、このカクテルの原型だったとされる。
この説が正しいとすると、グロッグという飲み物ができたのは、1742年にイギリス軍のエドワード・バーノンという提督が、ラムと水を等量ずつ混合して作った水割りのラムを支給するように命令した後のことなので、少なくともトム・アンド・ジェリーの原型が出来たのは、1742年よりは後だったということになる

。

そしてアメリカ合衆国でも、禁酒法が成立する以前から、このような飲み物が存在したとも言われる
。
現在、トム・アンド・ジェリーとして知られるカクテルを作成したのは、19世紀末のバーテンダー、ジェリー・トーマスであったと言う。
彼は当初、このカクテルを「コペンハーゲン」と命名する予定だったが、コペンハーゲンというカクテルは、すでに別に存在していたため、コペンハーゲンとするのを断念し、このカクテルを、自分の名前にちなんで「トム・アンド・ジェリー」と名付けたと言われる。
なお現在ではクリスマスに関係無く飲まれるカクテルとなっているが、このカクテルが出来た当時はクリスマス用の飲み物であったと言う。
なお、このカクテルとアニメのトム・アンド・ジェリーとは全く関係無い
。

## レシピ
古くから存在するカクテルでもレシピが変化していないものも存在するし、逆にレシピが大きく変わったカクテルというのも存在し、また他にも古くから存在しているためにレシピが枝分かれしてしまったカクテルというのも存在する。このトム・アンド・ジェリーは、レシピが枝分かれして数通りのレシピが広まったカクテルに当たる。よって、ここでは5通りのレシピを挙げながら解説を行う。

### レシピ1
- ラム（ダーク） ＝ 45〜60ml
- 卵白（鶏卵） ＝ 1個分
- 卵黄（鶏卵） ＝ 1個分
- 砂糖 ＝ 1tsp
- 熱湯 ＝ 適量
- ブランデー ＝ 少々 （参考量 ： 2dash ＝ 約2ml程度）
- ナツメグ ＝ 適量

#### 特徴
ラムをベースとするトム・アンド・ジェリーのレシピの1つ。ブランデーを、香りの追加をするために使用するレシピである。

#### 作り方
1. ラムを量り取る。
2. 鶏卵（生卵）の卵白と卵黄を分ける。
3. 卵黄に砂糖を加える。
4. 卵黄と卵白を、それぞれ別々に泡立てる。なお、この作業で、卵黄に加えた砂糖は完全に溶けた状態にする。
5. 卵黄と卵白が共に十分泡立ったらラムを加え、よくステアすることで卵黄、卵白、ラムを混合する。
6. 混合したら、ホルダーを付けたタンブラー（耐熱ガラス製、容量240〜300ml程度）に注ぎ、そこに熱湯を少しずつ、ステアしながら加える。
7. ブランデーを、フロートさせる。（ここでステアなど混合するための操作をする必要はない。）
8. 最後に、ナツメグをふりかければ完成である。

#### 備考
- ナツメグの代わりに、オールスパイスを使用する場合もある[8][10][11][12]。
- 香辛料は、使用されないこともある[13]。
- ラムは、ダークラム以外のものでも代用可能である[13]。
- 手間がかかるが、5ステップ目の作業は、鍋の中で、ごく弱い火力で加熱しながら行うことで、より温かい温度に仕上げることができる。

#### この節の主な参考文献
- 稲 保幸 『洋酒とカクテル入門』 日東書院 1987年2月10日発行 ISBN 4-528-00361-9
- 稲 保幸 『カクテル・レシピ1000』 日東書院 2005年7月10日発行 ISBN 4-528-01412-2
- 久保村 方光 監修 『イラスト版 カクテル入門』 日東書院 1997年4月1日発行 ISBN 4-528-00681-2
- 吉田 芳二郎 『カラーブックス 154 洋酒入門』 p.75 保育社 1968年8月1日発行
- 吉田 芳二郎 『カラーブックス 828 洋酒入門 (第2版)』 保育社 1992年4月30日発行 ISBN 4-586-50828-0

### レシピ2
- ラム（ダーク） ＝ 30～45ml
- ブランデー ＝ 15ml
- 卵白（鶏卵） ＝ 1個分
- 卵黄（鶏卵） ＝ 1個分
- 砂糖 ＝ 2tsp
- 熱湯 ＝ 適量
- ナツメグ ＝ 適量

#### 特徴
ラムをベースとするトム・アンド・ジェリーのレシピの1つ。ブランデーの使用量で見ると、レシピ1とレシピ4の中間的なレシピである。しかし、ブランデーの使用には、レシピ1とは違い、アルコール度数を上げる効果もあるので、レシピ1とは意味合いが変わってくる。なお、レシピ4と比べると、ブランデーの使用量の変化に伴い、ラムが増量されている。

#### 作り方
1. ラムとブランデーを量り取る。
2. 鶏卵（生卵）の卵白と卵黄を分ける。
3. 卵黄に砂糖を加える。
4. 卵黄と卵白を、それぞれ別々に泡立てる。なお、この作業で、卵黄に加えた砂糖は完全に溶けた状態にする。
5. 卵黄と卵白が共に十分泡立ったらラムとブランデーを加え、よくステアすることで卵黄、卵白、ラム、ブランデーを混合する。
6. 混合したら、ホルダーを付けたタンブラー（耐熱ガラス製、容量240〜300ml程度）に注ぎ、そこに熱湯を少しずつ、ステアしながら加える。
7. 最後に、ナツメグをふりかければ完成である。

#### 備考
- 香辛料は、使用されないこともある。
- 手間がかかるが、5ステップ目の作業は、鍋の中で、ごく弱い火力で加熱しながら行うことで、より温かい温度に仕上げることができる。

#### この節の主な参考文献
- アンテナハウス 編集 『カクテル物語』 同文書院 1991年12月18日発行 ISBN 4-8103-7043-7
- 中村 健二 『カクテル』 主婦の友社 2005年7月20日発行 ISBN 4-07-247427-4
- 今井 清 『たのしむカクテル』 梧桐書院 1988年1月改訂版 ISBN 4-340-01204-1

### レシピ3
- ラム（ダーク） ＝ 15ml
- ブランデー ＝ 15ml
- 卵白（鶏卵） ＝ 1個分
- 卵黄（鶏卵） ＝ 1個分
- 砂糖 ＝ 2tsp
- 熱湯 ＝ 適量
- ナツメグ ＝ 適量

#### 特徴
トム・アンド・ジェリーのレシピの1つ。ブランデーの使用量で見ると、レシピ1とレシピ4の中間的なレシピである。しかし、レシピ2とは違い、ラムとブランデーが等量ずつとなっているのが特徴。したがって、同じ銘柄を選択した場合、レシピ2よりも、ブランデーの影響が、より強くなる。

#### 作り方
1. ラムとブランデーを量り取る。
2. 鶏卵（生卵）の卵白と卵黄を分ける。そして、卵黄と卵白を、それぞれ別々に泡立てる。
3. 卵黄と卵白が共に十分泡立ったら、よくステアして混合する。
4. 混合したら、ホルダーを付けたタンブラー（耐熱ガラス製、容量240～300ml程度）に入れて、そこに、ラム、砂糖、ブランデーを加え、よくステアして混合する。
5. 十分混合したら、そこに熱湯を少しずつ、ステアしながら加える。
6. 最後に、ナツメグをふりかければ完成である。

#### 備考
- 香辛料は、使用されないこともある。

#### この節の主な参考文献
- 片方 善治 『洋酒入門』 社会思想社 1959年12月15日発行
- 浜田 晶吾 『すぐできるカクテル505種』 有紀書房 1991年6月20日発行 ISBN 4-638-00531-4

### レシピ4
- ブランデー ＝ 30ml
- ラム（ダーク） ＝ 15ml
- 卵白（鶏卵） ＝ 1個分
- 卵黄（鶏卵） ＝ 1個分
- 砂糖 ＝ 2tsp
- 熱湯 ＝ 適量
- ナツメグ ＝ 適量

#### 特徴
ブランデーをベースとするトム・アンド・ジェリーのレシピの1つ。

#### 作り方
1. ブランデーとラムを量り取る。
2. 鶏卵（生卵）の卵白と卵黄を分ける。
3. 卵黄に砂糖を加える。
4. 卵黄と卵白を、それぞれ別々に泡立てる。なお、この作業で、卵黄に加えた砂糖は完全に溶けた状態にする。
5. 卵黄と卵白が共に十分泡立ったらブランデーとラムを加え、よくステアすることで卵黄、卵白、ブランデー、ラムを混合する。
6. 混合したら、ホルダーを付けたタンブラー（耐熱ガラス製、容量240〜300ml程度）に注ぎ、そこに熱湯を少しずつ、ステアしながら加える。
7. 最後に、ナツメグをふりかければ完成である。

#### 備考
- 香辛料は、使用されないこともある。
- 手間がかかるが、5ステップ目の作業は、鍋の中で、ごく弱い火力で加熱しながら行うことで、より温かい温度に仕上げることができる。

#### この節の主な参考文献
- 上田 和男 監修 『カクテル・ブック』 西東社 1988年12月30日発行 ISBN 4-7916-0926-3
- 若松 誠志 監修 『ベストカクテル』 p.208 大泉書店 1997年9月5日発行 ISBN 4-278-03727-9
- フランセ 著 今井 清 監修 『楽しく味わう カクテル・ノート』 池田書店 1990年3月20日発行 ISBN 4-262-12803-2

### レシピ5
- ラム（ホワイト） ＝ 30ml
- ブランデー ＝ 15ml
- 卵白（鶏卵） ＝ 1個分
- 卵黄（鶏卵） ＝ 1個分
- 砂糖 ＝ 2tsp
- 熱湯 ＝ 適量

#### 特徴
ラムをベースとするトム・アンド・ジェリーのレシピの1つ。レシピ2と似ているが、使用されるラムがホワイトラムに限定される点が異なる。また、ホワイトラムを使用するレシピでは、ナツメグが使用されないことが多いようである

。

#### 作り方
1. ラムとブランデーを量り取る。
2. 鶏卵（生卵）の卵白と卵黄を分ける。
3. 卵黄に砂糖を加える。
4. 卵黄と卵白を、それぞれ別々に泡立てる。なお、この作業で、卵黄に加えた砂糖は完全に溶けた状態にする。
5. 卵黄と卵白が共に十分泡立ったらラムとブランデーを加え、よくステアすることで卵黄、卵白、ラム、ブランデーを混合する。
6. 混合したら、ホルダーを付けたタンブラー（耐熱ガラス製、容量240〜300ml程度）に注ぎ、そこに熱湯を少しずつ、ステアしながら加えれば完成である。

#### 備考
- 手間がかかるが、5ステップ目の作業は、鍋の中で、ごく弱い火力で加熱しながら行うことで、より温かい温度に仕上げることができる。

#### この節の主な参考文献
- オキ・シロー 『カクテル・コレクション』 ナツメ社 1990年3月24日発行 ISBN 4-8163-0857-1
- 花崎 一夫 監修 『ザ・ベスト・カクテル』 永岡書店 1990年6月5日発行 ISBN 4-522-01092-3
- 後藤 新一 監修 『カクテル123』 日本文芸社 1998年12月15日発行 ISBN 4-537-07610-0

### まとめ
以上のようにトム・アンド・ジェリーは、ラムまたはブランデーをベースとして作られるカクテルである。しかしそのレシピには、ラムとブランデーを使用すること、いったん卵白と卵黄を分けること、など一定の共通点はあるものの、詳細を見てゆくと様々なレシピが存在している。そのため、トム・アンド・ジェリーのレシピは、1つにまとめられないのが現状である。